# 南山村

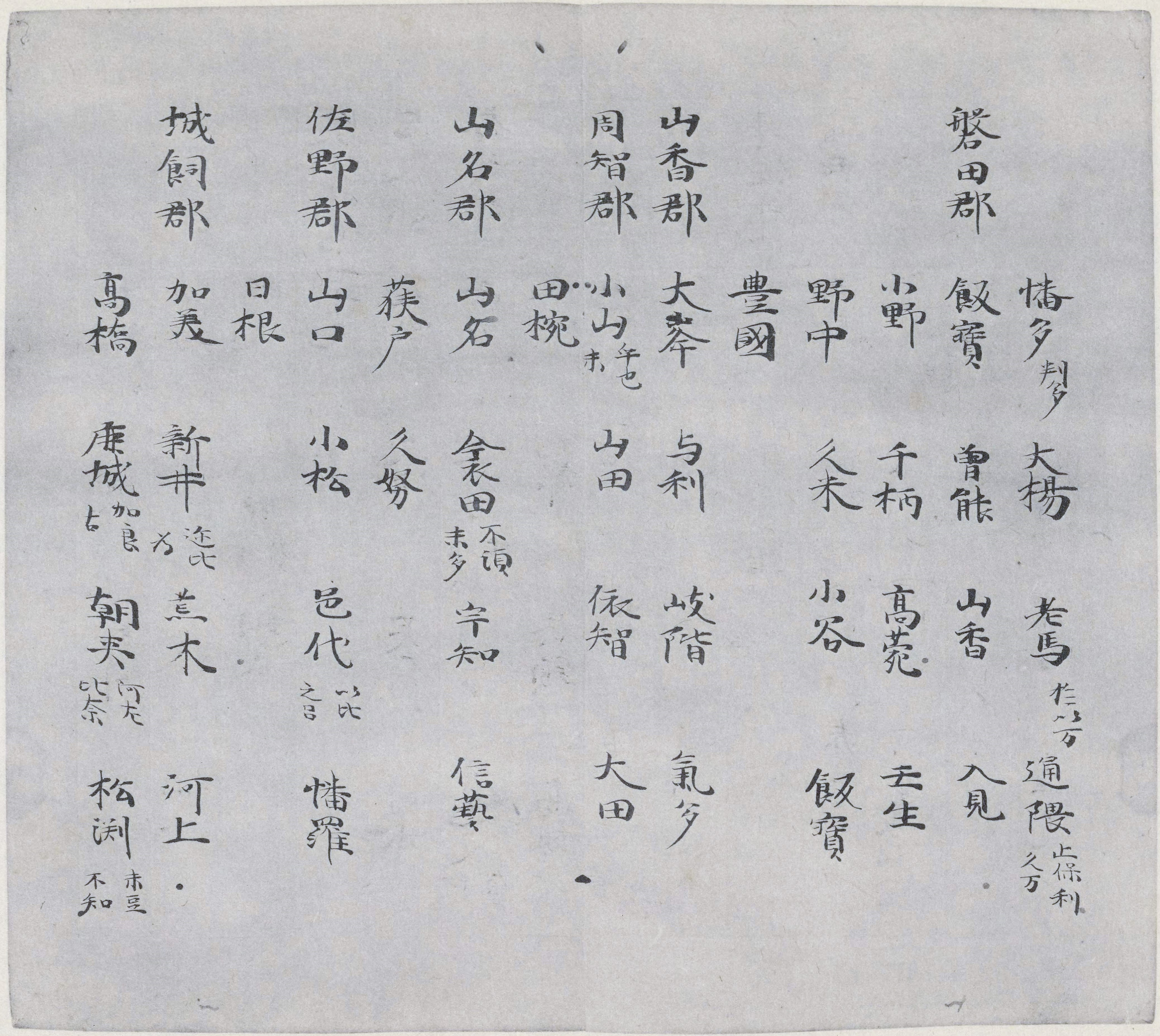
平安時代の『倭名類聚抄』の影印。遠江国城飼郡の郷の一つとして「髙槗」と記載されている。静岡県城東郡南山村の前身の一つである高橋村附近と比定されている

南山村（みなみやまむら）は、静岡県城東郡（のち小笠郡）にあった村である。現在の菊川市南端にあたる。

## 歴史
- 1889年の町村制施行時から1954年まで存在した。
- 1889年 江戸時代から所在した高橋村と河東村が合併し、村制施行して城東郡南山村が成立。
- 1896年 城東郡と佐野郡の合併により、小笠郡の村になる。
- 1954年3月31日 小笠村・平田村と合併し、小笠町の一部となった。

## 概況
- 1899年に堀之内軌道が南山村まで開通し、1923年には池新田まで延長されたが、軌道の故障が多くて評判は芳しくなく、1935年に廃止された。
- しかしその後、県道掛川・御前崎線を路線バスが比較的頻繁に走るようになり、交通の便はよく、高橋地区の県道に沿った部分には商店街が形成され、食品・衣料から電化製品まで大半の商品は村内で間に合っていた。
- 村は純農村で北部には水田もあったが、南は佐栗山と呼ばれる丘陵地帯で、水利はあまりよくなかった。

## 交通

### 鉄道路線
- 堀之内軌道（南山までは1899年、南山より先は1923年開業。1935年廃止）
  - 堀之内軌道線
    - 虚空蔵新道駅 - 南山駅 - 南山学校前駅 - 川原駅